# Ívelt szárnyú tarkamolyformák
Az ívelt szárnyú tarkamolyformák (Ypsolophinae) a valódi lepkék (Glossata) alrendjébe tartozó ívelt szárnyú tarkamolyfélék (Ypsolophidae) családjának névadó alcsaládja két nemmel.

## Származásuk, elterjedésük
Magyarországon 16 fajuk él; valamennyien a névadó ívelt szárnyú tarkamoly (Ypsolopha) nem tagjai (Pastorális, 2011):
- okkersárga tarkamoly (Ypsolopha alpella Denis & Schiffermüller, 1775) — Magyarországon közönséges (Buschmann, 2003; Pastorális, 2011; Pastorális & Szeőke, 2011);
- levélfonó tarkamoly (Ypsolopha asperella L., 1761) — Magyarországon többfelé előfordul (Fazekas, 2001; Pastorális, 2011; Pastorális & Szeőke, 2011);
- juharfonó tarkamoly (Ypsolopha chazariella Mann, 1866) — Magyarországon többfelé előfordul (Fazekas, 2001; Pastorális, 2011);
- fahéjszínű loncmoly (Ypsolopha dentella, Y. xylostella Fabricius, 1775) — Magyarországon sokfelé előfordul (Buschmann, 2003; Pastorális, 2011);
- sárga ráncú loncmoly (Ypsolopha falcella Denis & Schiffermüller, 1775) — Magyarországon sokfelé előfordul (Buschmann, 2003; Pastorális, 2011);
- kormos tarkamoly (Ypsolopha horridella Treitschke, 1835) — Magyarországon közönséges (Buschmann, 2003; Pastorális, 2011; Pastorális & Szeőke, 2011);
- fehérfejű tarkamoly (Ypsolopha leuconotella Snellen, 1884) — Magyarországon szórványos (Pastorális, 2011);
- tölgyfonó tarkamoly (Ypsolopha lucella Fabricius, 1775) — Magyarországon közönséges (Fazekas, 2001; Pastorális, 2011; Pastorális & Szeőke, 2011);
- kecskerágómoly (Ypsolopha mucronella Scopoli, 1763) — Magyarországon közönséges (Fazekas, 2001; Buschmann, 2003; Pastorális, 2011; Pastorális & Szeőke, 2011);
- gyertyánfonó tarkamoly (Ypsolopha parenthesella L., 1761) — Magyarországon közönséges (Fazekas, 2001; Pastorális, 2011; Pastorális & Szeőke, 2011);
- őszibarack-tarkamoly (Ypsolopha persicella Fabricius, 1787) — Magyarországon sokfelé előfordul (Fazekas, 2001; Buschmann, 2003; Mészáros, 2005; Pastorális, 2011; Pastorális & Szeőke, 2011);
- körtelevél-tarkamoly (Ypsolopha scabrella L., 1761) — Magyarországon közönséges (Horváth, 1997; Buschmann, 2003; Pastorális, 2011; Pastorális & Szeőke, 2011);
- ligeti tarkamoly (Ypsolopha sequella Clerck, 1759) — Magyarországon közönséges (Pastorális, 2011; Pastorális & Szeőke, 2011);
- erdei tarkamoly (Ypsolopha sylvella L., 1767) — Magyarországon sokfelé előfordul (Fazekas, 2001; Pastorális, 2011; Pastorális & Szeőke, 2011);
- csíkos tarkamoly (Ypsolopha ustella, Y. radiatella Clerck, 1759) — Magyarországon közönséges (Fazekas, 2001; Pastorális, 2011; Pastorális & Szeőke, 2011);
- füstös tarkamoly (Ypsolopha vittella L., 1758) — Magyarországon sokfelé előfordul (Pastorális, 2011; Pastorális & Szeőke, 2011);